# Donja Dubrava (Međimurje)
Pour les articles homonymes, voir Donja Dubrava.
Donja Dubrava est un village et une municipalité située dans le comitat de Međimurje, en Croatie. Au recensement de 2001, la municipalité comptait 2 274 habitants, dont 98,90 % de Croates ; en 2001, la municipalité et le village étaient confondus.

## Localités
La municipalité de Donja Dubrava ne compte qu'une seule localité, le village éponyme de Donja Dubrava.